# Józsa István
Józsa István (Csongrád, 1953. szeptember 7. –) gépészmérnök, önkormányzati képviselő, országgyűlési képviselő.

## Élete
Pedagógus szülők gyermekeként született Csongrádon. 1978-ban a Budapesti Műszaki Egyetemen szerezte matematikus-mérnöki diplomáját, majd ugyanott 1982-ben gépszerkesztő szakmérnöki oklevelet szerzett, 1987-ben pedig műszaki doktor lett. Miután 1990-ben az Oxford Polytechnic CMS gazdasági menedzserképzőt elvégezte, a BME Gépszerkezettani Intézetében kezdte szakmai pályafutását. Ezt követően 1980 és 1995 között az OLAJTERV munkatársa volt, ahol az utolsó három évben a szakértői osztályt vezette. 1995-ben műszaki igazgatója lett egy energetikai tervező és kivitelező cégnek. 1973 óta lakik a XI. kerületben, a helyi közéletnek az MSZP megalakulása óta résztvevője, 1989 és 1994 között a kerületi szervezet elnöki tisztét is betöltötte. 1994 és 2002 között önkormányzati képviselőként tevékenykedett, az MSZP önkormányzati frakciójának vezetője volt, majd 2007-ben az MSZP Budapesti Területi Szövetségének alelnökévé választották. 2002-ben és 2006-ban egyéni országgyűlési képviselői mandátumot szerzett Budapest 17. választókerületében, 2010–ben pedig a budapesti területi listáról jutott be a parlamentbe. Az országgyűlés Gazdasági Bizottságának alelnöke, valamint a Gazdasági Bizottság ellenőrzési albizottságának elnöke[mikor?]. Nyelvismerete: angol.

## Családja
Nős, felesége építész, három gyermekük van.